# 埃托瓦岩

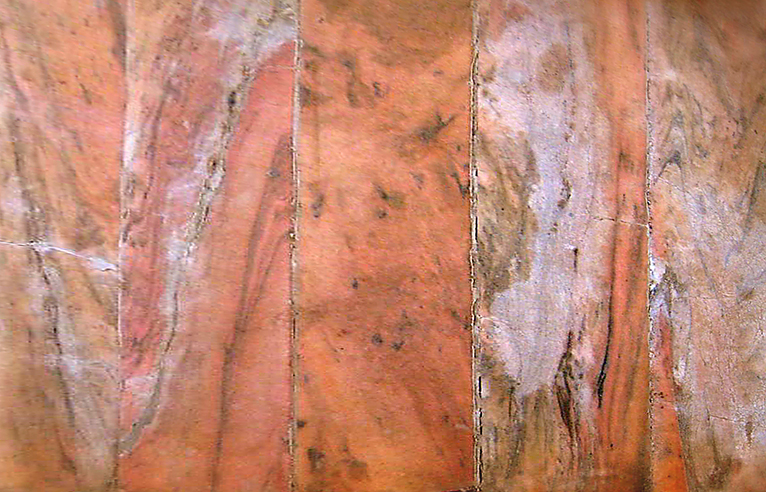
内华达州奥马哈乔斯林艺术博物馆的埃托瓦大理石

埃托瓦大理石（英語：Etowah marble） ，也称为乔治亚粉红色大理石 ，是一种具有独特的奶油粉红色，鲑鱼色或玫瑰色的大理石 ，来自佐治亚州泰特附近的采石场。 

## 用埃托瓦大理石建造的著名建筑
- 克利夫兰联邦储备银行 ，1923年， 沃克和周刊 ，建筑师
- 泰特豪斯（Tate House），佐治亚州泰特， 1924年，《 沃克与周刊》 ，建筑师
- 大学堂（ 查尔斯·爱德华·林格和他的妻子伊迪丝的前身）， 佛罗里达新学院 ，1925年，佛罗里达州萨拉索塔
- 库克霍尔（查尔斯·爱德华·林格的女儿海丝特·林格·桑福德的故居）， 佛罗里达新学院，佛罗里达州萨拉索塔
- 钟琴，博克塔花园 ，1927年，佛罗里达州威尔士湖
- 乔斯林美术馆 ，约翰和艾伦·麦克唐纳，建筑师，1928年，内布拉斯加州奥马哈